# Anna Tomowa Sintow
Anna Tomowa Sintow es una soprano búlgara nacida el 22 de septiembre de 1941 en Stara Zagora, Bulgaria. Una importante soprano spinto de su generación gozó de una estrecha colaboración artística con Herbert von Karajan, de gran versatilidad cantó Verdi, Mozart, Strauss o Wagner, siempre en el repertorio de jugendlich-dramatisch, poseyó un rápido vibrato y un brillo y lustre metálico característico sin resultar estridente.

## Biografía
Estudió en Sofía (debutú con el papel de Tatiana en Eugene Onegin), perfeccionándose en Leipzig donde debutó en 1967 como Abigaille en Nabucco de Verdi. En la casa de ópera de Leipzig y luego con el Gewandhaus dirigido por Kurt Masur trabajó varios años presentándose en Madama Butterfly, La Traviata, Il Trovatore, Otello, Manon Lescaut, Don Giovanni, Arabella y como Ninabella en Die Zaubergeige de Werner Egk.
En 1972, se unió a la Staatsoper de Berlín - y luego la Ópera Estatal de Viena como en Múnich y Hamburgo- donde fue nombrada Kammersängerin, allí cantó Le nozze di Figaro, Così fan tutte, Ariadne auf Naxos, Aida, Tosca, Der Rosenkavalier, Tannhäuser, Lohengrin y Eugene Onegin. 
El año siguiente audicionó para Herbert von Karajan en Salzburgo iniciando una relación laboral por espacio de 17 años.
Ha sido requerida por directores como James Levine, Karl Böhm, Riccardo Chailly, Zubin Mehta, Lorin Maazel y su discografía es abundante. 
Fue intérprete de Strauss, especialmente como La Mariscala, la condesa de Capriccio, Ariadna y la emperatriz de Die Frau ohne Schatten así como de las Cuatro últimas canciones.
En América debutó como Donna Anna (Don Giovanni) en San Francisco en 1974, en el Metropolitan Opera en 1976 y la Lyric Opera of Chicago en 1980 y luego como Aidaj unto a Luciano Pavarotti, en 1982 en el Teatro Colón como Ariadne y en La Scala con Claudio Abbado como Elsa y luego Desdemona junto al Otello de Plácido Domingo dirigidos por Carlos Kleiber. Fue Madama Butterfly en la producción de Harold Prince.
En 1983 participó en la transmisión internacional de la Gala Centenaria del Metropolitan con el aria de Ernani, «Ernani involami».
En los últimos años de carrera se atrevió con roles más dramáticos como La Helena egipcia (París, 1993), Norma en Zúrich (1995), Sieglinde (1996), Santuzza (1998, Berlín), Salomé y Turandot (Liceo de Barcelona 1999).

## Discografía de referencia
1. Beethoven: Missa Solemnis / Karajan & Colin Davis
2. Beethoven: Symphonie No 9 / Kurt Masur & Karajan (CD, DVD)
3. Brahms: A German Requiem / Karajan 
4. Bruckner: Te Deum / Karajan 
5. Giordano: Andrea Chénier / Rudel (Covent Garden)  (DVD)
6. Korngold: Das Wunder Der Heliane / Mauceri 
7. Marschner: Der Vampyr / Rieger, Hermann
8. Mozart: Die Zauberflöte / Karajan (primera dama de la Reina de la Noche)
9. Mozart: Don Giovanni / Karajan
10. Mozart: Don Giovanni / Böhm en directo Festival de Salzburgo 1977
11. Mozart: Le Nozze Di Figaro / Karajan
12. Mozart: Requiem / Karajan ( 2 veces: 1976 & 1983)
13. Orff: De Temporum Fine Comoedia 
14. G. Puccini: Madame Butterfly/Raychev
15. Rimski-Kórsakov: The Legend of the Invisible City of Kitezh / Järvi
16. R. Strauss: Capriccio / Stein (CD)
17. R Strauss: Der Rosenkavalier / Karajan (también en DVD)
18. R.Strauss: Ariadne Auf Naxos / Levine (DG) & Sawallisch (Orfeo en directo)
19. R.Strauss: Four Last Songs / Karajan 
20. Verdi: Aida / Riccardo Muti (Múnich)
21. Verdi: Simon Boccanegra / Levine ((DVD)
22. Verdi: Requiem / Karajan
23. Verdi: Otello/Zubin Mehta (en directo de la ´opera de Viena)
24. Wagner: Lohengrin / Karajan
25. Gala centenario del MET / Levine (Ernani involami)(DVD)
26. Recital de arias de ópera/ Gewandhausorchester & Kurt Masur
.
27. Recital de arias de ópera/ Munich Radio Orchestra & Peter Sommer.
28. Recital de arias de ópera/ Sofia Philharmonie / Rouslan Raychev.
29. Chaikovski: Eugenio Onegin/ Emil Tchakarov.
30. Puccini: Gianni Schicchi en alemán.